# Горьківське водосховище
Горьківське водосховище (рос. Горьковское водохранилище) — водосховище в Росії, на річці Волзі.
Створене греблею Нижньогородської ГЕС (колишньої Горьківської), заповнено в 1955—1957 роках. Площа — 1590 км², об'єм — 8,71 км³, середня глибина — 3,65 м, максимальна глибина — 22 м, довжина — 427 км, ширина — до 16 км. Розташоване в Нижньогородський, Івановський, Костромський і Ярославський областях. На верхній ділянці вода затопила тільки заплаву і першу терасу. У районі впадіння річки Кострома затоплена велика низина, яка називається Костромським розширенням. Нижче міста Юр'євець починається розширена озероподібна частина водосховища, в окремих місцях досягаючи ширини 14 км. Високі і мальовничі береги — в районі міста Пльос. Проводиться тижневе регулювання стоку; коливання рівня води до 2 м. Створено в інтересах енергетики, судноплавства. Широко використовується для рекреації та рибальства. На берегах розташовані міста: Городець, Пучеж, Чкаловськ, Юр'євець, Кінешма, Заволжя, Наволоки, Пльос, Кострома, Ярославль, Тутаєв, Рибінськ.